# 11 aprile
L'11 aprile è il 101º giorno del calendario gregoriano (il 102º negli anni bisestili). Mancano 264 giorni alla fine dell'anno.

## Eventi
- 217 – Macrino diviene imperatore romano;
- 1079 – Il re polacco Boleslao II fa assassinare San Stanislao, vescovo di Cracovia;
- 1266 – Secondo quanto riportato dal cronista Buccio di Ranallo, avvenne la rifondazione della città dell'Aquila;
- 1472 – A Foligno Johannes Nuneister stampa l'editio princeps della Divina Commedia;
- 1512 – Battaglia di Ravenna: le forze franco-ferraresi guidate da Gaston de Foix e da Alfonso I d'Este sconfiggono le forze ispano-papali;
- 1713 – Guerra di successione spagnola: firma del Trattato di Utrecht;
- 1775 – Ultima esecuzione per un reato di stregoneria nel Sacro Romano Impero;
- 1797 – Inizia la battaglia di Montenotte;
- 1803 – Francia: il ministro degli Esteri Charles Talleyrand offre in vendita il Territorio della Louisiana agli Stati Uniti d'America,
- 1814 – Francia: Resa di Napoleone che ripara all'Isola d'Elba;
- 1848 – Gli occupanti austriaci compiono una strage a Castelnuovo del Garda;
- 1868 – L'Impero giapponese abolisce formalmente il titolo di shōgun, e dunque il regime dittatoriale dello shogunato Tokugawa iniziato nel 1603;
- 1888 – Viene inaugurata la sala da concerto Concertgebouw ad Amsterdam;
- 1899 – Spagna: cessione di Porto Rico agli USA;
- 1912 – Il transatlantico RMS Titanic riparte dalla città portuale irlandese di Cobh dove aveva fatto tappa;
- 1921
  - Viene fondato l'Emirato di Transgiordania;
  - USA: prima radiocronaca sportiva;
- 1935 – Inizia sul Lago Maggiore la conferenza tra il primo ministro inglese Ramsay MacDonald, il capo del governo italiano Benito Mussolini e il ministro degli esteri francese Pierre Laval, che il 14 aprile porterà alla dichiarazione congiunta del Fronte di Stresa con cui Londra, Roma e Parigi condannano le violazioni tedesche del trattato di Versailles;
- 1939 – Crimini fascisti: termina il Massacro di Gaia Zeret, in Etiopia;
- 1945 – Seconda guerra mondiale: forze statunitensi liberano il Campo di concentramento di Buchenwald;
- 1947 – USA: Jackie Robinson è il primo giocatore afroamericano a disputare un incontro della Major League di baseball;
- 1951 – Guerra di Corea: il presidente statunitense Harry S. Truman esonera il generale Douglas MacArthur da ogni incarico di comando in Corea;
- 1952 - usciva nei cinema il film Cantando sotto la pioggia;
- 1961 – USA: il cantante Bob Dylan debutta a New York;
- 1963 – Papa Giovanni XXIII pubblica l'enciclica Pacem in Terris sulla pace fra tutte le genti;
- 1965 – Una serie di tornado colpisce la zona centro-occidentale degli USA provocando 256 vittime;
- 1968
  - Il capo del movimento studentesco Rudi Dutschke viene ferito a colpi di pistola nella zona ovest di Berlino da un fanatico filo-nazista;
  - Il presidente degli USA Lyndon B. Johnson firma il Civil Rights Act che proibisce ogni discriminazione nella vendita, nell'affitto e nel finanziamento nell'acquisto di una abitazione;
- 1970 – Viene lanciato l'Apollo 13;
- 1975 – Italia, riforma radiotelevisiva: lottizzati i telegiornali RAI ai partiti;
- 1979 – Uganda: viene deposto il dittatore Idi Amin Dada;
- 1987 – Muore, probabilmente suicida, Primo Levi, cadendo o gettandosi dalle scale della sua casa di Torino;
- 1991
  - La petroliera Haven naufraga al largo di Arenzano (GE), perdendo il suo carico di petrolio e provocando un disastro ecologico
  - Iraq: fine della prima guerra del Golfo;
- 1994 – La band britannica Oasis pubblica il singolo di debutto Supersonic,
- 1996 – Prende il via l'Operazione grappoli d'ira in Libano;
- 2001 – I componenti dell'equipaggio di un aereo statunitense EP-3E atterrato ad Hainan, in Cina, dopo una collisione con un F-8 da combattimento vengono liberati in seguito a un periodo di prigionia;
- 2002 – Venezuela: un golpe supportato dagli USA e da importanti gruppi economici internazionali costringe il presidente Hugo Chávez alle dimissioni;
- 2003 – Una scossa di terremoto di magnitudo 5.3 scuote il nord-ovest, con epicentro localizzato nei pressi di Cassano Spinola, nella provincia di Alessandria; i danni sono stimati per 80 milioni di euro;
- 2006 – Viene arrestato a Corleone, dopo 43 anni di latitanza, il boss mafioso Bernardo Provenzano;
- 2012 – Un sisma di magnitudo 8,6 colpisce l'Oceano Indiano al largo della costa occidentale di Sumatra, in Indonesia[1].

## Nati
Ci sono circa 1 100 voci su persone nate l'11 aprile; vedi la pagina Nati l'11 aprile per un elenco descrittivo o la categoria Nati l'11 aprile per un indice alfabetico.

## Morti
Ci sono circa 530 voci su persone morte l'11 aprile; vedi la pagina Morti l'11 aprile per un elenco descrittivo o la categoria Morti l'11 aprile per un indice alfabetico.

## Feste e ricorrenze

### Civili
Internazionali:
- Giornata mondiale del Parkinson

Nazionali:
- Costa Rica – Commemorazione della battaglia di Rivas e di Juan Santamaría
- Italia - Giornata nazionale del mare
- Uganda – Giorno della liberazione

### Religiose
Cristianesimo:
- San Stanislao di Cracovia, vescovo e martire
- Sant'Antipa di Pergamo, martire
- San Barsanofio, eremita
- San Doimo (Domnione), vescovo e martire
- San Filippo di Gortina, vescovo a Creta
- Sant'Elena Guerra, vergine
- Santa Gemma Galgani, vergine
- San Guthlac, eremita
- Sant'Isacco di Monteluco, monaco
- Beato Angelo Carletti, sacerdote
- Beato Giorgio Gervase, benedettino e martire
- Beato Giovanni di Massaccio, religioso
- Beato Lanuino, monaco certosino
- Beati Paolo e Giacomo, cavalieri mercedari
- Beata Sancha del Portogallo, principessa, vergine
- Beato Sinforiano Felice Ducki, religioso e martire

Religione romana antica e moderna:
- Natale del divo Severo

## Curiosità
Secondo uno studio del prof. William Tunstall-Pedoe dell'Università di Cambridge, l'11 aprile del 1954 è considerato il "giorno più noioso della storia" per l'assenza di avvenimenti di rilievo nel contesto mondiale.